# Museo de Artistas Argentinos Benito Quinquela Martín

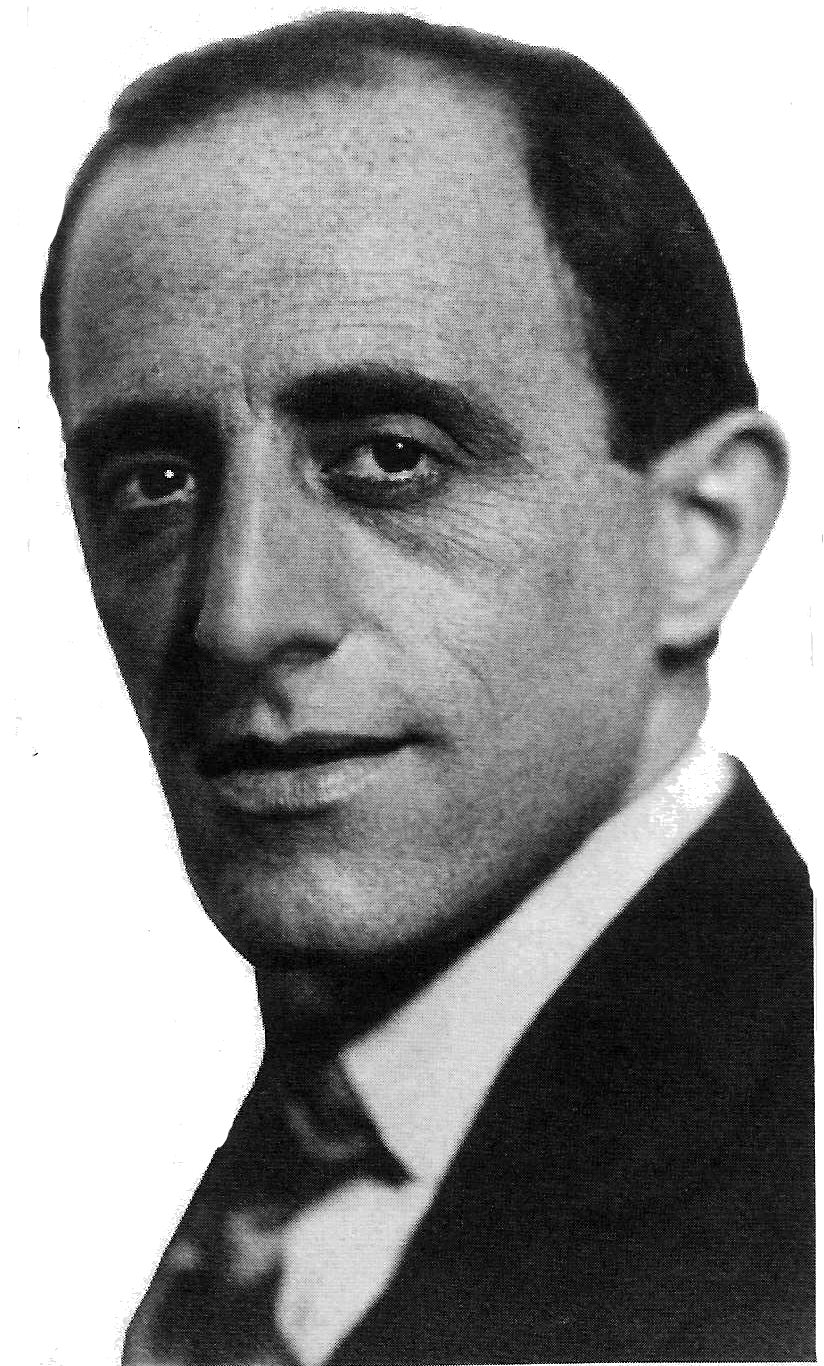
Benito Quinquela Martín

El Museo de Artistas Argentinos "Benito Quinquela Martín" está ubicado en el barrio de La Boca, de la Comuna 4 en la Ciudad Autónoma de Buenos Aires, Argentina. Fundado en el año 1938, está construido sobre terrenos originalmente donados por el pintor. En esos terrenos, en 1936 se inauguró la Escuela Pedro de Mendoza y dos años más tarde abrió las puertas el museo. Denominado originalmente Museo de Artistas Argentinos. Cuenta actualmente con la mayor colección reunida del artista plástico, más de 90 de sus obras.

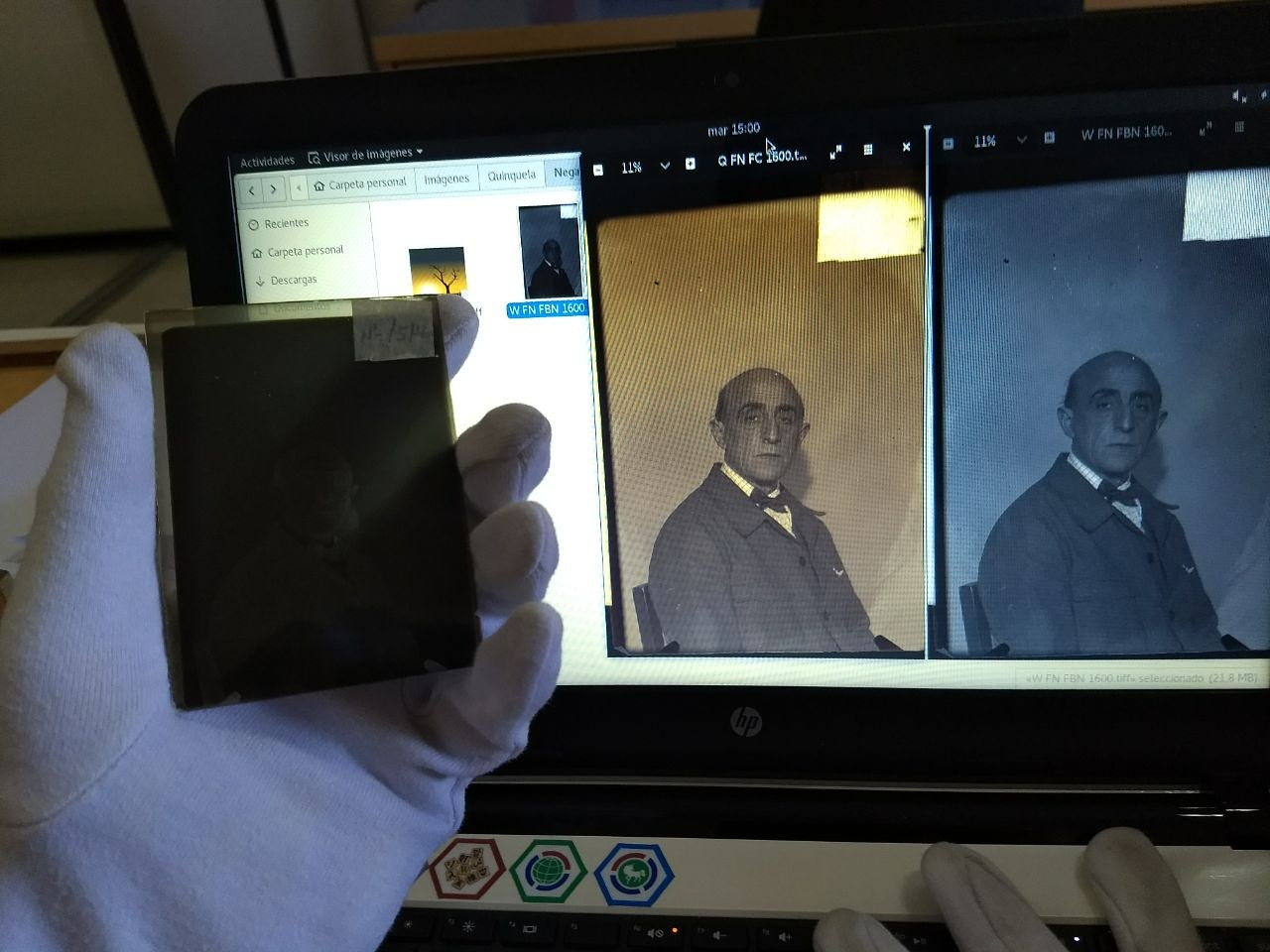
Digitalización en el Museo Benito Quinquela Martín, 2018

Además, el Museo ofrece un panorama del arte figurativo argentino desde fines del siglo XIX hasta mediados del siglo XX. Obras de grandes artistas, considerados iniciadores y precursores de las artes plásticas en el país, se encuentran exhibidas en este museo, donde el artista vivió y trabajó. Quinquela Martín buscó integrar la educación con la creación artística.  
Se destacan las obras que pertenecieron a los Artistas del Pueblo como las producciones de Guillermo Facio Hebequer, José Arato, Adolfo Bellocq, Abraham Vigo. A su vez, la tradición artística tiene un destacado lugar en la colección, donde se incluyen obras representativas del ambiente artístico y cultural como Eduardo Sívori, Fortunato Lacamera, Bernaldo de Quirós, Guillermo Butler, Miguel Carlos Victorica, Aurelio Cincioni, entre otros.
Actualmente el patrimonio artístico del museo se compone de cuatro colecciones:
- Obras de Benito Quinquela Martín[11]

- Obras de Artistas Argentinos
- Mascarones de proa[12]
- Terrazas de esculturas

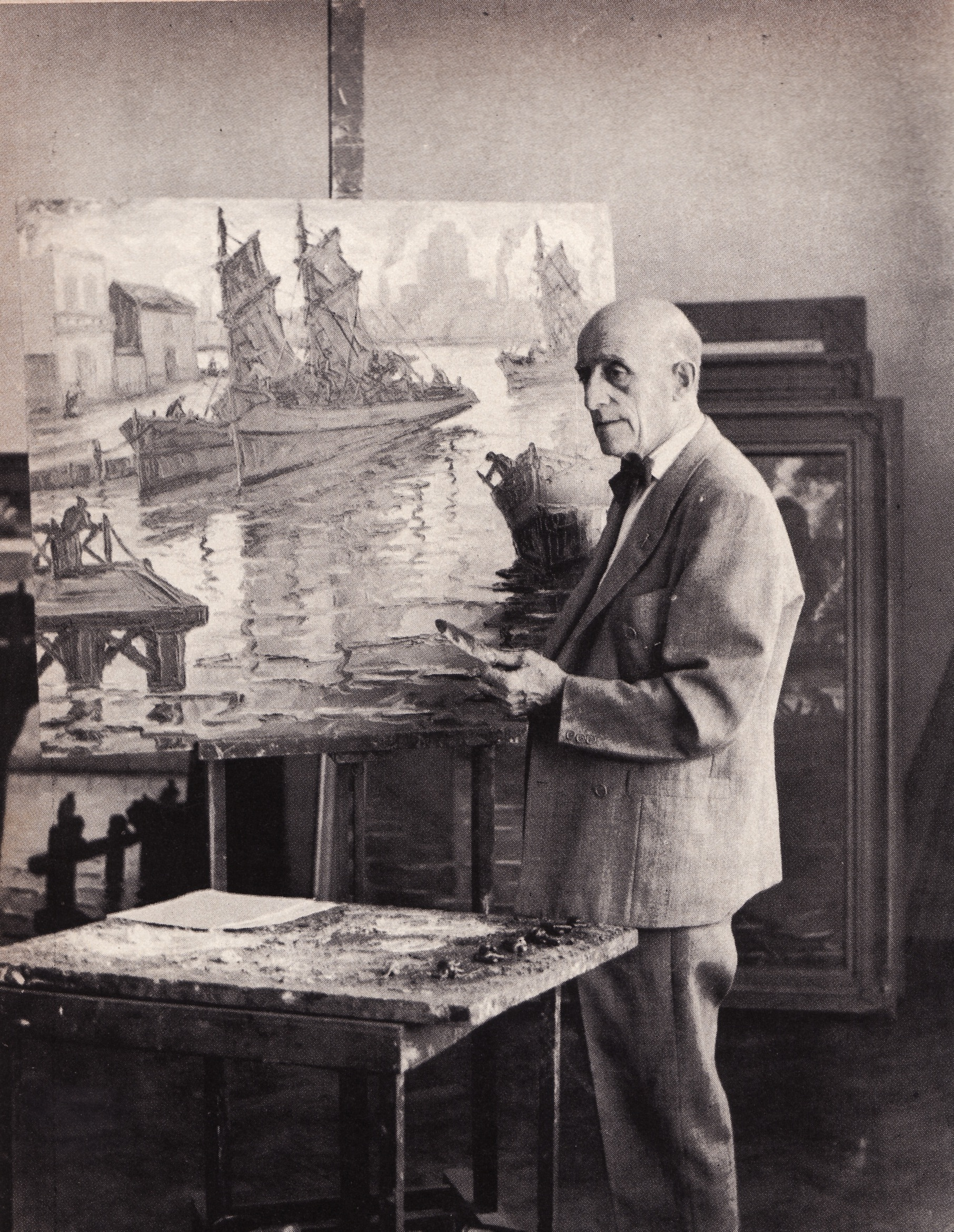
Benito Quinquela Martín en su estudio

En el tercer piso se encuentra actualmente la Casa-Museo de Quinquela Martín, donde se exhiben sus grandes obras y objetos personales.
Quinquela Martin, creó la “Orden del Tornillo” en 1948 y le entregaba esta distinción a quien él consideraba cultor de la Verdad, el Bien y la Belleza. Al entregar la distinción el artista explicaba: "Este tornillo no los volverá cuerdos, muy por el contrario, los preservará contra la pérdida de esa locura luminosa de la que se sienten orgullosos".
En la actualidad, el tornillo junto al pincel integra el isologo del Museo.